# Ville de Whittlesea
La ville de Whittlesea est une zone d'administration locale au nord du centre-ville de Melbourne au Victoria en Australie.

## Quartiers
La ville comprend les quartiers :
- Urbains :
  - Aurora
  - Bundoora (avec les villes de Darebin et de Banyule)
  - Doreen (avec le comté de Nillumbik)
  - Epping
  - Lalor
  - Mill Park
  - South Morang
  - Thomastown
- Ruraux :
  - Donnybrook
  - Eden Park
  - Humevale
  - Kinglake Ouest
  - Mernda
  - Whittlesea
  - Wollert
  - Woodstock
  - Yan Yean (avec le comté de Nillumbik)